# (73848) 1996 SC1
(73848) 1996 SC1 – planetoida z pasa głównego asteroid okrążająca Słońce w ciągu 3,38 lat w średniej odległości 2,25 j.a. Odkryta 18 września 1996 roku.